# Ergo Group
Ergo (ERGO Group) — група страхових компаній, що належать Munich Re. ERGO — одна з найбільших страхових груп у Європі. Працює у понад 30 країнах, особливо в Європі та Азії. В Європі ERGO претендує на перше місце у сегментах страхування медичних та судових витрат, а на своєму внутрішньому ринку Німеччини вона є одним з лідерів ринку. У ньому працює понад 40 000 штатних працівників.

## Основні напрямки діяльності
ERGO Group — одна з найбільших німецьких страхових компаній. Його діяльність включає страхування життя, медичне страхування, страхування життя та нещасних випадків, страхування судових витрат, страхування подорожей та фінансові послуги.
Основна діяльність групи зосереджена на приватних клієнтах, пенсійних схемах компаній та середньому бізнесі. В Європі ERGO є першим у галузі страхування медичних та судових витрат; на своєму внутрішньому ринку Німеччина ERGO стверджує, що належить до лідерів ринку у всіх сферах бізнесу. Компанія складається з:
- DAS
- DKV Deutsche Krankenversicherung
- Страхування життя ERGO (раніше Гамбург-Мангеймер)
- Страхування ERGO (колишня Вікторія)
- Верейнсбанк Вікторія Бауспар
- Europäische Reiseversicherung AG (ERV)
- ERGO Direkt Versicherungen (раніше KarstadtQuelle Versicherungen)
- MEAG — Мюнхенський Ergo AssetManagement (інвестиційна компанія ERGO)
- Vorsorge Lebensversicherung AG
- ITERGO (постачальник ІТ-послуг Ergo)

За межами Німеччини група ERGO працює у понад 30 країнах. Іноземні участі в основному постачаються в ERGO International AG. ERGO активно працює в Південній, Середній та Східній Європі та Азії.
Наприкінці 2010 року група ERGO змінила структуру своєї групи, пропонуючи страхування життя та життя в Німеччині під торговою маркою ERGO. Прямий страховик KarstadtQuelle Versicherungen був перейменований в ERGO Direkt Versicherungen, медичне страхування було об'єднано під торговою маркою DKV, а страхування судових витрат — під торговою маркою DAS. Торгова марка ERV залишиться в бізнесі для страхування подорожей. Торгові марки Victoria та Hamburg-Mannheimer були вилучені з ринку.

## Історія
ERGO Group AG виникла наприкінці 1997 року завдяки злиття Victoria Holding AG та Hamburg-Mannheimer AG; остання еволюціонувала від Hamburg-Mannheimer Versicherungs-AG, страхової компанії Гамбург-Мангеймер-Груп.
1 грудня 1997 року акціонери компанії Victoria Holding AG, яка раніше була зареєстрована на фондовій біржі, схвалили передачу всього майна своїх компаній ERGO Group AG. Кожну номінальну акцію Victoria можна було обміняти на десять акцій на пред'явника ERGO. «Вікторія Холдинг АГ» зникла з фондової біржі після закриття операції 2 лютого 1998 року; його місце в MDAX зайняла Ergo Group AG.
1 квітня 2001 року мажоритарний акціонер Münchener Rück (сьогодні Munich Re) оголосив акціонерам ERGO пропозицію щодо обміну, в рамках якої дві акції ERGO могли бути обмінені на одну акцію Münchener Rück плюс готівковий платіж у розмірі 18 євро. Після закінчення терміну дії пропозиції в липні 2001 року акції ERGO залишили MDAX через зменшення вільного обігу.
ERGO Versicherungsgruppe AG було перейменовано на «ERGO Group AG» у квітні 2016 року.

## Акціонерний капітал
На день балансу 31 грудня 2006 року статутний капітал ERGO Group AG становив 192 279 504,20 євро, розділений на 75 492 117 акцій на пред'явника по 2,60 євро кожна. Акції ERGO Group AG котируються на фондовій біржі під WKN 841852 та ISIN DE0008418526. 94,7 % (з 25 листопада 2009 р. 99,69 % з метою підвищення участі до 100 % за допомогою так званого витискання) акцій належать Munich Re.